# Kari Bremnes
Kari Bremnes (n. 9 decembrie 1956, Svolvær, Nordland, Norvegia) este o cântăreață și compozitoare norvegiană. 

## Biografie
Kari Bremnes a studiat la Universitatea Nordistika din Oslo istorie și teatru și a lucrat ca jurnalist înainte ca, în 1986, să se decidă pentru o carieră ca muzician. 
A fost influențată de Joni Mitchell, Frank Zappa, Donovan, Leonard Cohen, Bob Dylan și Beatles. Primul ei album a fost un scenariu al poeziilor lui Tove Ditlevsen de Petter Henriksen . 
Cele mai multe dintre albumele sale sunt deosebit de populare în rândul ascultătorilor orientați spre audiofili, datorită calității lor sonore excelente, precum albumul conceptual Svarta Bjørn pe figura istorică a Anna Rebecka Hofstad (sau „Anna Norge”). 

## Turnee

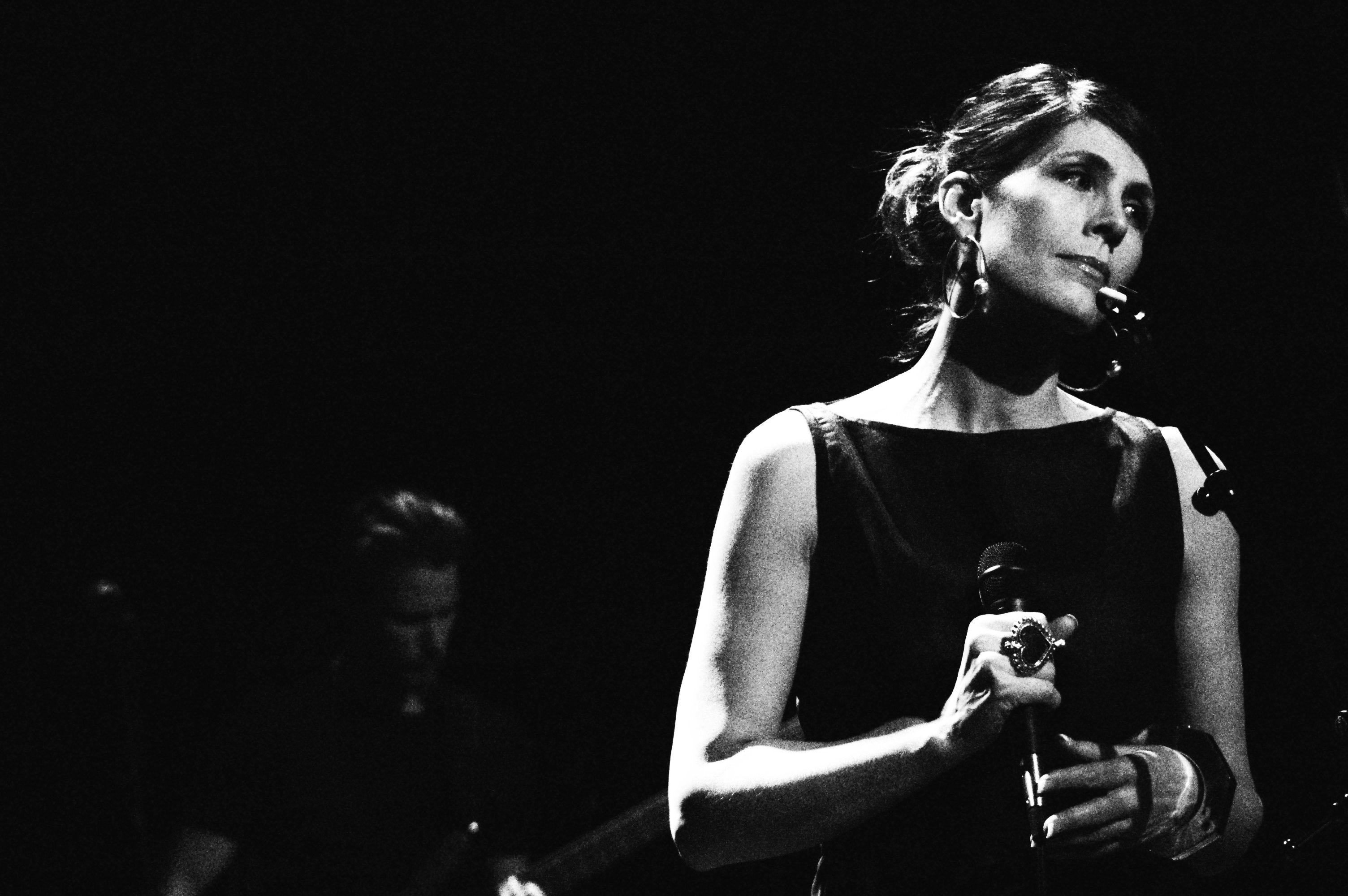
Kari Bremnes in Hamburg, ianuarie 2008

Kari Bremnes a făcut turnee și prin Norvegia, Germania, Austria, Franța și Japonia . 

## Premii
A primit premiul norvegian Spellemannpris de trei ori: în 1987 pentru primul său album solo Mitt ville hjerte și în 1991 pentru albumul Spor, la care a participat și fratele ei Lars. În 2000, a primit premiul împreună cu frații ei Lars și Ola pentru albumul Soløye. 

## Discografie

### Albume
- 1987: Mitt ville hjerte
- 1989: Blå krukke
- 1991: Spor
- 1993: Løsrivelse
- 1994: Gåte ved gåte
- 1995: Erindring
- 1997: Månestein
- 1998: Svarta Bjørn
- 2000: Norwegian Mood (DE: Gold in Jazz Award) [5]
- 2002: 11 ubesvarte anrop
- 2003: Ar trebui să fii aici
- 2005: Over en by  cu Nils Økland
- 2007: Kari Bremnes Live
- 2009: Ly
- 2010: Fantastisk Allerede
- 2012: Og Så Kom odihnește Av Livet
- 2017: Det Vi Har

### Albume cu alți artiști
- 1980: Folk i husan cu Ola Bremnes
- 1983: Hanul Tidå cu Lars Klevstrand
- 1984: Mitt navn he Petter Dass cu Ola Bremnes
- 1991: Salmer på veien Hjem  cu Ole Paus si Mari Boine
- 1991: Ord fra fiord cu Ola și Lars Bremnes
- 1999: The Man From God Knows Where, printre altele cu Tom Russell
- 2000: Soløye cu Ola și Lars Bremnes
- 2001: Desemberbarn cu Rikard Wolff
- 2003: Voggesanger fra ondskapens akse
- 2004: Lullabies from the axis of evil